# Geezer Butler
Geezer Butler, właśc. Terence Michael Joseph Butler (ur. 17 lipca 1949 w Birmingham) – brytyjski basista. Znany głównie z występów w zespole Black Sabbath, jest autorem większości tekstów grupy. 

## Życiorys
Butler dorastał w ubogiej irlandzkiej robotniczej rodzinie katolickiej w Birmingham. Miał sześcioro rodzeństwa, trzech braci i trzy siostry. 
Pod koniec lat sześćdziesiątych grał razem z Ozzym Osbournem w zespole Rare Breed. Wraz z Tonym Iommim, Billem Wardem oraz Osbourne'em założył zespół Polka Tulk, który później zmienił nazwę na Earth, a następnie na Black Sabbath. Butler był głównym autorem tekstów zespołu. Grał w Black Sabbath do 1984 roku. Po odejściu zajął się tworzeniem pod własnym nazwiskiem – niewiele wiadomo na temat jego działalności w tamtym okresie, aż do wstąpienia do zespołu Ozzy'ego Osbourne'a w 1987 roku. Butler wrócił do Black Sabbath w 1990 roku wraz z Ronniem Jamesem Dio i Vinnym Appicem, opuścił zespół w 1994 roku, po czym nagrywał dla Ozzy'ego Osbourne'a.
W 1995 roku ukazała się pierwsza płyta solowego projektu Butlera: Plastic Planet, na której zagrali: gitarzysta Pedro Howse, perkusista Deen Castronovo oraz wokalista zespołu Fear Factory – Burton C. Bell. W 1997 roku ukazał się kolejny album Black Science – tym razem ze stałym wokalistą, Clarkiem Brownem. Także w 1997 roku reaktywował się pierwotny skład Black Sabbath i zorganizowana została trasa koncertowa, jednak nie wydano żadnego pełnego albumu. Zespół Geezera opuścił Castronovo, a nowym perkusistą został Chad Smith. W 2005 roku ukazał się trzeci album grupy Butlera Ohmwork. W 2018 roku Butler założył zespół Deadland Ritual, w jego składzie znaleźli się także wokalista Franky Perez, gitarzysta Steve Stevens i perkusista Matt Sorum.
Wielu muzyków wymienia Butlera jako basistę, który wywarł na nich wielki wpływ. Są to m.in.: Billy Sheehan, Steve Harris (Iron Maiden), Jason Newsted i Cliff Burton (Metallica).

## Życie prywatne
Żonaty z Glorią, byłą menadżerką. Ma dwóch synów, Biffa i Jamesa. Z pierwszą żoną rozwiódł się w 1980. Mieszka w Los Angeles.
Od młodości był wegetarianinem, a od ponad 20 lat jest weganinem. Jest miłośnikiem i obrońcą praw zwierząt, mieszka z kilkoma kotami.
Jego przydomek „Geezer” to cockneyowski odpowiednik określenia „koleś”, „facet”, którym zaraził go jeden z braci, służący w wojsku w Londynie.

## Dyskografia
- Ozzy Osbourne – Just Say Ozzy (1990, Epic Records)[6]
- Ozzy Osbourne – Ozzmosis (1995, Epic Records)[7]

## Filmografia
- "We Sold Our Souls for Rock 'n Roll" (2001, film dokumentalny, reżyseria: Penelope Spheeris)[8]
- "VH1's Heavy: The Story of Metal" (2006, film dokumentalny, reżyseria: Michael John Warren)[9]
- "Heavy Metal: Louder Than Life" (2006, film dokumentalny, reżyseria: Dick Carruthers)[10]
- "Lennon or McCartney" (2014, film dokumentalny, reżyseria: Matt Schichter)[11]